# Scheuchzerhorn
Scheuchzerhorn är ett berg i kommunen Guttannen i kantonen Bern i Schweiz. Det är beläget i Bernalperna, cirka 70 kilometer sydost om huvudstaden Bern. Scheuchzerhorn ligger nordost om Oberaarhorn. Berget har namngivits efter den schweiziske naturforskaren Johann Jakob Scheuchzer. Toppen på Scheuchzerhorn är 3 455 meter över havet.